# Fort Sint-Anna (Kuitaart)
Fort Sint-Anna is een fort in de Nederlandse gemeente Hulst dat door de Spaansgezinden omstreeks 1586 werd aangelegd ten noorden van de zeegeul en huidige kreek De Vogel. Rond het fort ontwikkelde zich later het dorp Kuitaart.